# Černá Lada
Černá Lada (německy Schwarzhaid) jsou původně zaniklé, dnes částečně obnovené sídlo, část obce Borová Lada v okrese Prachatice v Jihočeském kraji. Nachází se 1,5 kilometrů východně od Borových Lad v nadmořské výšce 960 metrů. Je zde evidováno 5 adres. V roce 2011 zde trvale žili dva obyvatelé.
Černá Lada je také název katastrálního území o rozloze 18,21 km².

## Historie

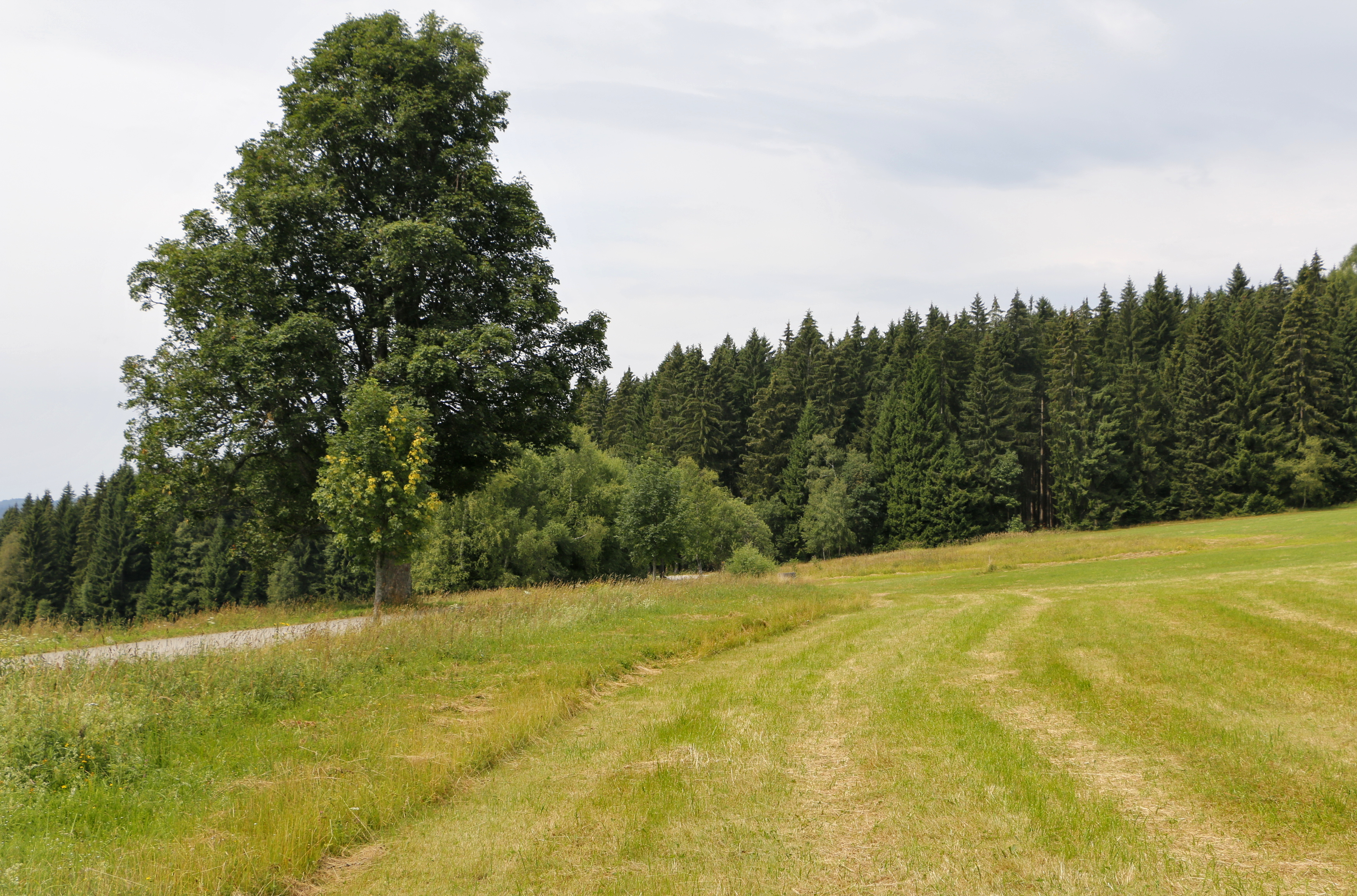
Krajina u Černých Lad

První písemná zmínka o osadě pochází z roku 1759, ale jiné zdroje uvádějí až rok 1790. V roce 1910 zde v 11 domech žilo 99 obyvatel.[rozpor]

## Obyvatelstvo
| Rok            | 1869 | 1880 | 1890 | 1900 | 1910 | 1921 | 1930 | 1950 | 1961 | 1970 | 1980 | 1991 | 2001 | 2011 | 2021 |
| -------------- | ---- | ---- | ---- | ---- | ---- | ---- | ---- | ---- | ---- | ---- | ---- | ---- | ---- | ---- | ---- |
| Počet obyvatel | 179  | 226  | 240  | 237  | 211  | 236  | 222  | 20   | 0    | 0    | 0    | 0    | 0    | 2    | 0    |
| Počet domů     | 21   | 26   | 26   | 27   | 28   | 28   | 37   | 43   | 0    | 0    | 0    | 0    | 2    | 2    | 4    |

## Pamětihodnosti
- Vlčí kámen, pomníček na místě zastřelení posledního vlka v Čechách roku 1874
- Přírodní rezervace Pravětínská Lada
- Buk na Bukovci, památný strom (v lese vlevo od silnice směr Vimperk 49°0′10,5″ s. š., 13°41′33″ v. d.)[9]
- Lípa velkolistá, památný strom (po pravé straně výše zmíněné silnice 49°0′7,4″ s. š., 13°41′46,1″ v. d.)[10]
- Alpská vyhlídka pod Bukovcem – poblíž komunikace Lipka – Borová Lada, nedaleko zaniklé osady Švajglova Lada, pod vrcholem Bukovce v nadmořské výšce 1070 metrů; za dobrého počasí lze odtud pozorovat vrcholky 150 kilometrů vzdáleného vápencového pohoří Totes Gebirge, založena byla zaměstnanci Správy CHKO Šumava v roce 1978, stála zde lavice a stůl s panoramatickou cedulí, původní vygravírovanou ceduli (siluety kopců a Alp byly do dřeva vypáleny) v roce 1989 nahradila železná deska, do které byly obrysy kopců a hor vyryty, v roce 2018 členové ČSOP v rámci programu NET4GAS Blíž přírodě obnovili stůl a dřevěné lavice a místo doplnili o infotabuli s místními zajímavostmi a ceduli s panoramatickou fotografií[11]

## Další fotografie

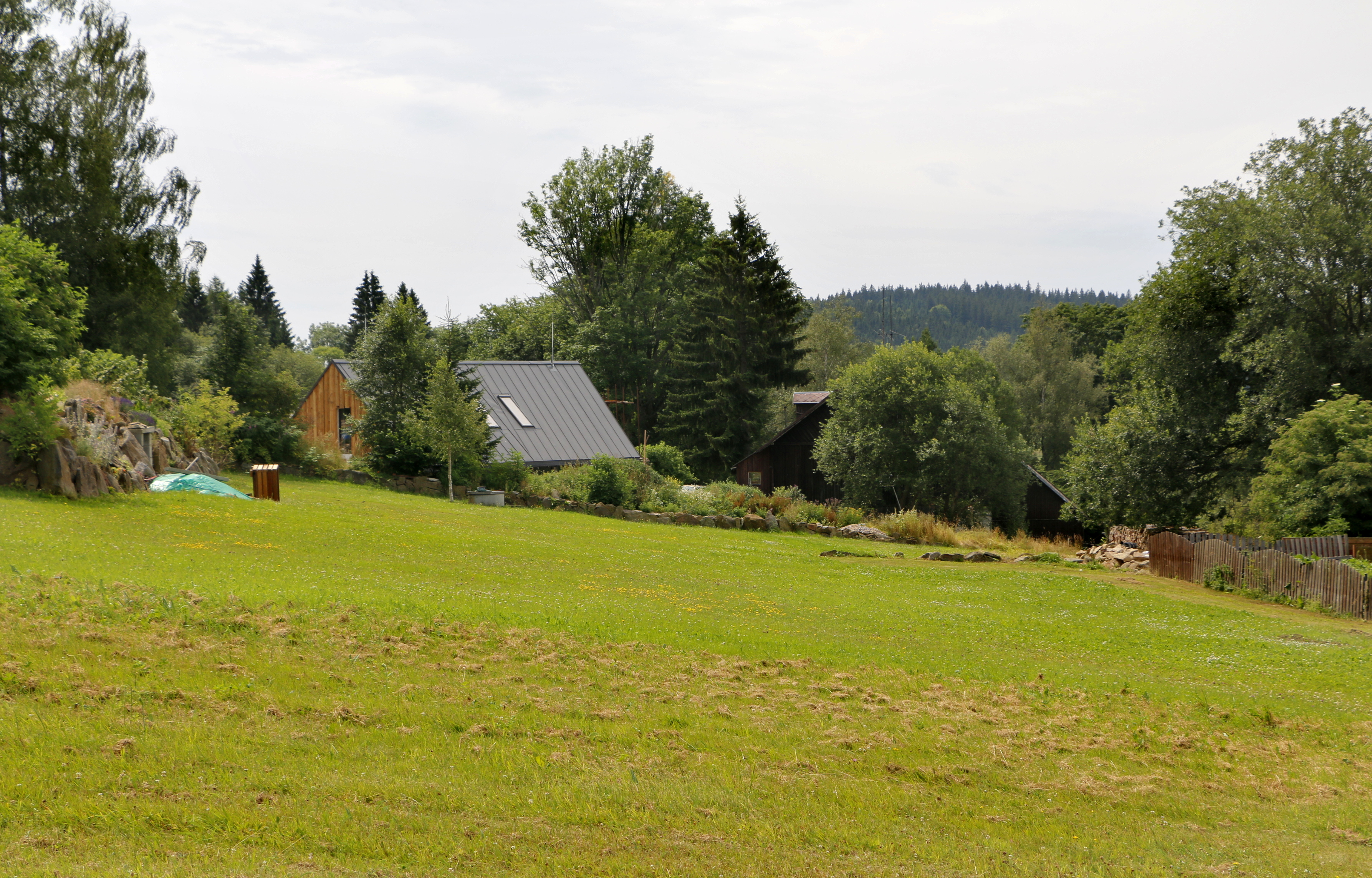
Nové domky na severu vsi
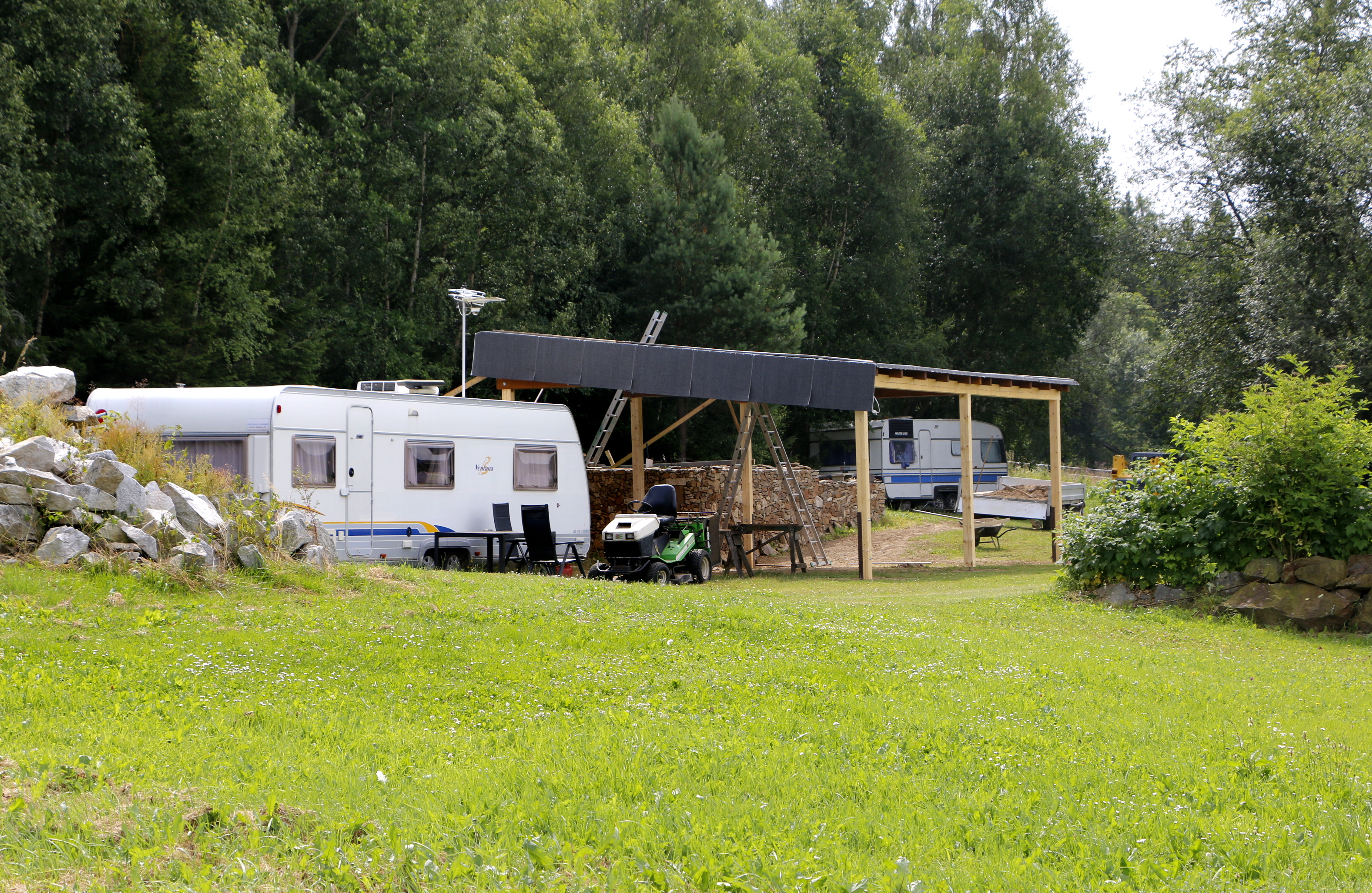
Bydlení v přívěsech
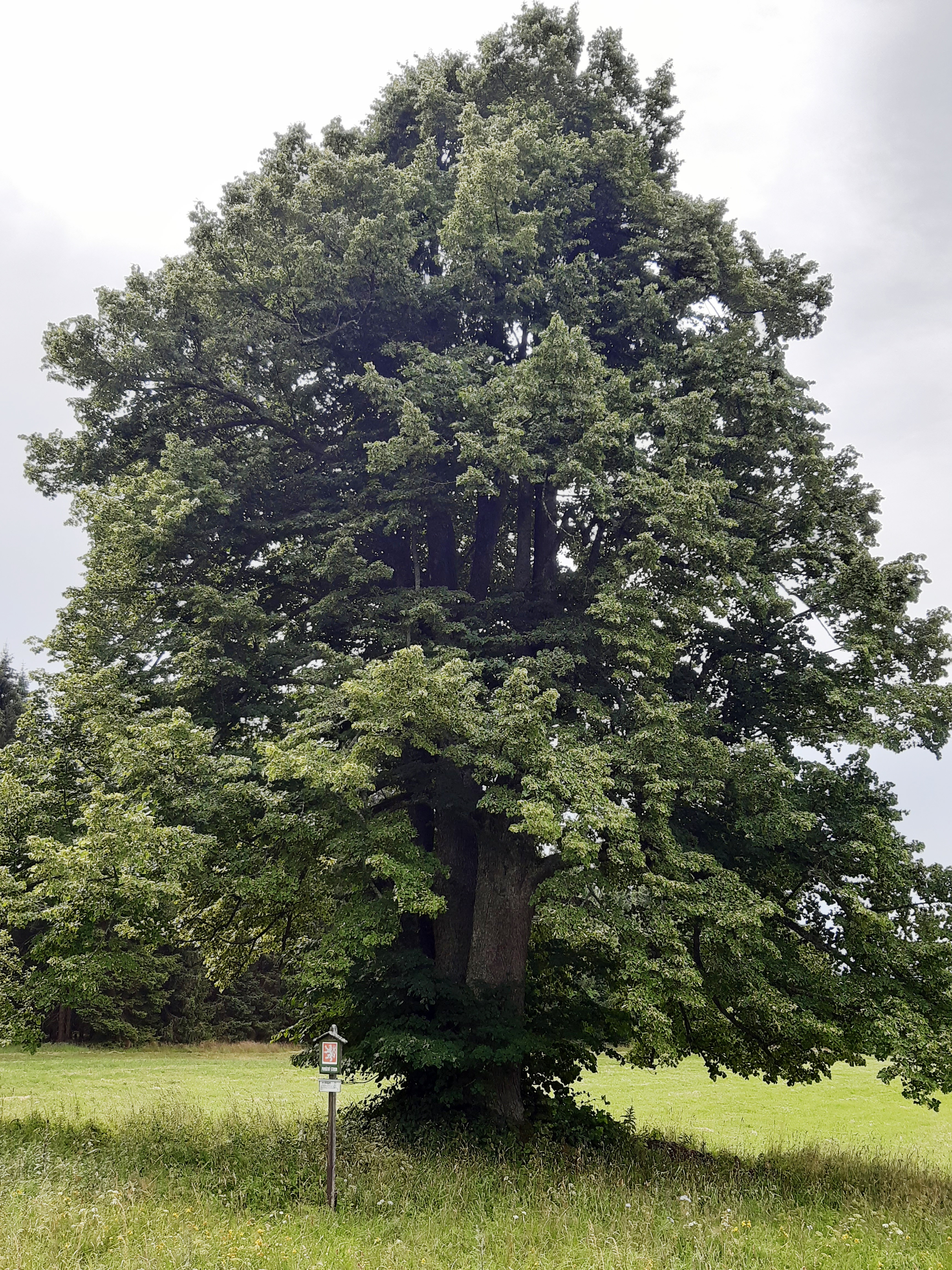
Lípa velkolistá – památný strom